# Castillo de Sønderborg

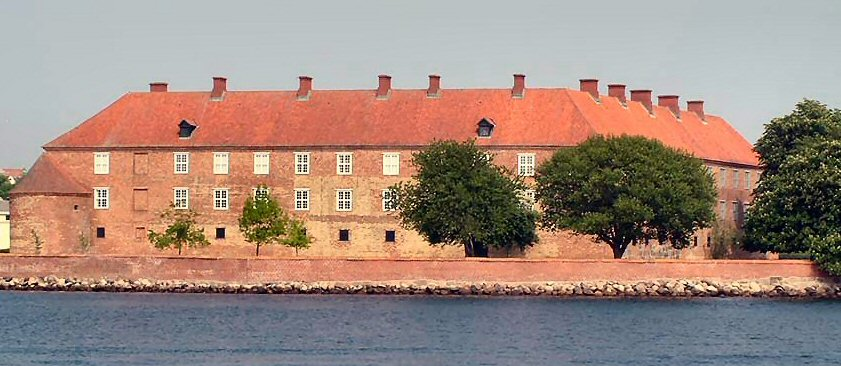
Castillo de Sønderborg, 2005.

El castillo de Sønderborg (en danés: Sønderborg Slot) está localizado en la ciudad de Sønderborg, Dinamarca, en la isla de Als en Jutlandia del Sur. Alberga un museo centrado en la historia y cultura de la región. El castillo se halla en el centro de la ciudad, en un parque orientado al fiordo de Als. El museo está abierto todo el año.

## Historia
El castillo de Sønderborg fue al principio probablemente una torre fortificada construida por Valdemar el Grande en 1158, sobre una isleta en el estrecho de Als (Als Sund) que posteriormente fue conectada a la isla de Als. El castillo fue construido para proporcionar protección contra los ataques de los vendos y formaba parte de un sistema mayor de fortificaciones. Con el paso de los siglos, el castillo ha sido gradualmente ampliado y reconstruido como palacio.
En los años que siguieron a la construcción de la torre fortificada de Valdemar, se produjo una importante lucha entre el rey danés y el duque de Schloneswig sobre la propiedad de la isla de Als y la ciudad de Sønderborg. La propiedad del castillo cambió de manos muchas veces.
Un hecho que dastaca en la historia del castillo fue el enlace nupcial entre Valdemar IV (Valdemar Atterdag) (ca. 1320-1375) con la hermana del duque, Helvig de Schleswig.
Alrededor del año 1350, el castillo fue ampliado significativamente con la Torre Azul (Blåtårn) como enormes muros exteriores. En 1490, la fortaleza se convirtió en propiedad de la Corona danesa. Tanto el rey Hans como su hijo Cristián II ampliaron el castillo de Sønderborg, convirtiéndolo en una de las fortalezas más potentes del país.
En 1532, Cristián II fue atraído en una emboscada y trasladado al castillo de Sønderborg, donde fue retenido como prisionero de Estado durante diecisiete años. La leyenda cuenta que el destronado rey fue confinado en la torre Azul, pero en realidad vivió en alojamientos relativamente lujosos y probablemente tenía libertad de movimientos dentro de los muros exteriores, aunque fuera algunas veces en condiciones de estrecha vigilancia. El antiguo rey en ocasiones tomó parte en las nobles cacerías de Als. La falsa historia sobre un inquieto rey, andando alrededor de una mesa y haciendo surcos en ella con su pulgar, apareció mucho después, durante el siglo XVII.
Cristián III modificó la fortaleza a mediados del siglo XVI y, a través del arquitecto Hercules von Oberberg, la convirtió en un castillo de cuatro alas entre 1549-1557. Se conservó el ala oeste del rey Hans y se añadieron tres nuevas alas en estilo renacentista.
Al morir Cristián III en 1559, Hercules von Oberberg construyó la singular capilla del castillo entre 1568-1570 para la reina madre Dorotea.
Después de la muerte de Dorotea en 1571, el castillo pasó a propiedad del Duque Hans II de Schleswig-Holstein-Sonderburg-Plön (también conocido como Hans el Joven). Bajo su gobierno, el castillo se convirtió en el centro de un diminuto ducado, Schleswig-Holstein-Sonderburg. El ducado, sin embargo, fue dividido a su muerte en 1622.
El castillo permaneció en manos de los duques de Jutlandia Meridional hasta 1667, cuando el arruinado ducado de Sønderborg subió al trono danés y el castillo se convirtió en una finca danesa. El representante del duque, el prefecto (Amtmanden), tomó residencia en el castillo, que estuvo más o menos infrautilizado entre los años 1667-1718.
En 1718-1726, Federico IV hizo reconstruir el castillo en estilo barroco por el contratista general Wilhelm von Platen. La torre Azul fue demolida en 1755, y en 1764 pasó a manos de los Duques de Augustenborg, pero, contrario a lo que se esperaba, el castillo no se convirtió en la residencia del duque. En su lugar, fue alquilado como almacén.
Tanto durante la primera como durante la segunda guerra de Schleswig (1848-1850, 1864), el castillo de Sønderborg sirvió como hospital de campaña y cuartel de tropas danesas.
Después de la guerra de 1864, la provincia y el castillo pasaron a propiedad prusiana y sirvió como acuartelamiento desde 1867 hasta que la región fue reunificada con Dinamarca en 1920. El último duque de Augustenborg, Ernesto Gunter, permitió que el Museo del Condado de Sønderborg se trasladase a una parte del castillo en 1920. Al año siguiente, el Estado danés compró el castillo al duque en 1921 y autorizó que varias instituciones lo usaran mientras atendieran al museo en ampliación.
En 1945 y 1946, el castillo fue destinado como campo de internamiento para personas con cargos de delitos contra el Estado.
Peter Koch y Jørgen Stærmose, Reales Inspectores de la Lista de Edificios del Estado, llevaron a cabo la restauración completa del castillo entre 1964 y 1973, devolviéndolo al aspecto barroco que le había conferido Federico IV en la década de 1720. Las ventanas del acuartelamiento fueron reemplazadas por "máscaras", ventanas con anchos marcos de madera de tablaje como los del palacio de Platen.

## El museo y jardines
Desde 1921 el castillo de Sønderborg alberga el Museo del Castillo de Sønderborg (Museet på Sønderborg Slot), que es el principal museo del anterior Ducado de Schleswig. El museo tiene colecciones locales y regionales desde la Edad Media hasta hoy, pero con especial atención a las guerras de 1848-1850 y 1864, la II Guerra Mundial y la Reunificación de 1920.
El museo también ofrece exposiciones sobre navegación, textiles y artesanía, y tiene una pequeña colección de arte con obras de prominentes pintores de Jutlandia Meridional a lo largo de los años.
Los terraplenes defensivos originales en torno al castillo se convirtieron en parte visible de los jardines en la década de 1970.

## La capilla del castillo de Sønderborg
La singular capilla del castillo de Sønderborg, también conocida como capilla de la Reina Dorotea, fue construida entre 1568-1570 por Hercules von Oberberg para la reina madre Dorotea y refleja los tiempos cambiantes en Dinamarca después de la Reforma Protestante. Está prácticamente intacta, y es considerada una de las más antiguas y mejor preservadas capillas reales luteranas en Europa.
Muchos de los objetos de la capilla fueron creados en Amberes por el taller del pintor Frans Floris. Uno de los hijos de la pareja real, el duque Hans II, tenía una sala mortuoria en la capilla con un imponente portal de mármol y alabastro.
El órgano de la capilla es atribuido al constructor de órganos Hermann Raphaëlis, y se estima que fue construido hacia 1570. El trabajo pictórico sobre la caja del órgano data principalmente de 1626. Hermann Raphaëlis (ca. 1515 - 8 de julio de 1583) era de ascendencia holandesa e hijo del constructor de órganos Gabriel Raphael Rottensteen. Raphaëlis fue llamado a Dinamarca hacia 1550, al parecer para construir un órgano para la Catedral de Roskilde. Aparte del instrumento de la Catedral de Roskilde, construido en 1555, también construyó un órgano para la capilla del castillo de Copenhague en 1557. Raphaëlis se estableció después en Sajonia, donde entre otras cosas construyó órganos en las capillas de los castillos pertenecientes al elector Augusto de Sajonia, yerno de la reina Dorotea.
El órgano fue reconstruido en 1996 por el constructor de órganos e historiador danés, Mads Kjersgaard, según las tradiciones del siglo XVI con respecto al tono y la artesanía. El museo tiene en exhibición permanente de partes conservadas del órgano renacentista, incluyendo un nido de rata obtenido de los bajos del órgano.
Bajo la galería occidental de la capilla existe un coro sobre el que originalmente existía una silla real; esta desapareció cuando el órgano fue construido en su actual posición en 1626. Las sillas fueron realizadas por el ebanista local, Niels Tagsen, quien también dio forma al púlpito y a las tres figuras que fueron situadas sobre el órgano en 1626. La caja del órgano y las puertas fueron parcialmente repintadas por Wulf Petersen de Sønderborg en la misma ocasión.
La capilla puede ser visitada durante las horas de apertura del museo.

## El Gran Hall
El Gran Hall (Riddersal) tiene 34 metros de largo y era la sala de recepción de los invitados ducales, y el escenario de fiestas y bailes. La sala todavía se utiliza para eventos especiales, como los relacionados con el enlace nupcial de la sobrina de la reina Margarita II, la princesa Alejandra de Sayn-Wittgenstein-Berleburg, con el conde Jefferson-Friedrich von Pfeil und Klein-Ellguth en 1998.

## Gestión
El castillo de Sønderborg es propiedad del Estado danés, administrado por la Agencia de Castillos y Propiedades (Slots- og Ejendomsstyrelsen) y utilizado por el Museo del Castillo de Sønderborg, que es de propiedad compartida por la municipalidad de Sønderborg y el condado de Jutlandia del Sur.